# ABC万国博マラソン
ABC万国博マラソン（エービーシーばんこくはくマラソン）とは万博記念競技場をスタート&ゴールとするマラソン大会である。

## 概要
毎年早春に開催され、大人から子供まで参加可能である。お祭り広場では、ABCラジオ・スプリングフェスタも同時開催している。後日、テレビ放送もされている。
2011年の大会は3月13日に開催が予定されていたが東日本大震災の影響により中止となった。
2012年からはハーフマラソンが加わり、発着点が万博お祭り広場から万博記念競技場に変更された。

## 特別協賛スポンサー
- 2004年-2012年 : 大阪経済大学[3]
  - 中学生と高校生には特別表彰がある為に「大阪経済大学スポーツスペシャル」という副題が付いていた。
- 2013年 : 財宝（天然水メーカー）
  - スポンサーの変更に伴いサブタイトルを「財宝・ABCファミリースペシャル」に改める
- 2016年 : 日清製粉グループ
  - スポンサーの変更に伴い大会名を「日清製粉グループpresents ABC万博たこやきマラソン」と改題。大阪府を基盤とするローカルアイドル「たこやきレインボー」が大会アンバサダーに就任しトークショーを行ったほか、参加者にたこ焼きが振る舞われた。

## 競技
時間・年齢制限あり（15歳以上で下記の時間までに完走できること）
- ハーフマラソン（出場資格 2時間20分以内で完走できる者）
- 10㎞（1時間10分以内で完走できる者）
- 5㎞（30分以内で完走できる者）

時間制限なし
- 小学生1.5㎞（小学生 1・2年の部、3・4年の部、5・6年の部ごとに分かれる）
- ファンラン・ファミリーの部（ご家族最大4人まで）
- ファンラン・パーティーランの部（ペア2名まで）

※基本として1人1種目のみとし、複数部門の参加は禁止。ただしファンランはファミリーの部、パーティーランの部のいずれもの重複出場は認める。
なお身体障害者や視覚障害者で伴走を伴って参加する場合はその旨を事務局に連絡する。車椅子マラソンは行われていないため、車椅子ランナーの参加は不可
表彰
- ファンラン以外は上位6位までの入賞表彰あり。
- ファンランについては順位入賞表彰はないが、特別賞がある。このファンランではコスプレでの参加も認められている。